# نادي سانت إيلي تاون
نادي سانت إيلي تاون لكرة القدم (Llanelli Town A.F.C.) هو نادي كرة قدم ويلزي، تأسس سنة 1896.